# Maurepas (Yvelines)
Maurepas – miejscowość i gmina we Francji, w regionie Île-de-France, w departamencie Yvelines.
Według danych na rok 1990 gminę zamieszkiwało 19 718 osób, a gęstość zaludnienia wynosiła 2370 osób/km² (wśród 1287 gmin regionu Île-de-France Maurepas plasuje się na 146. miejscu pod względem liczby ludności, natomiast pod względem powierzchni na miejscu 464.).